# Хришћански феминизам
Хришћански феминизам (енгл. Christian feminism) израз је којим се означава област феминистичке теологије чији је циљ да тумачи хришћанство кроз призму једнакости жена и мушкараца у моралном, друштвеном и политичком смислу. 
С обзиром на то да је хришћанство кроз историју често игнорисало родну равноправност, хришћанске феминисткиње верују да је феминистичко тумачење нужно за потпуно разумевање хришћанства. Иако међу њима не постоји стандарни скуп веровања, већина се слаже да Бог не дискриминише на основу биолошки одређених карактеристика као што су пол и раса. 
Главни проблеми којима се хришћанске феминисткиње баве су рукоположење жена свештеника, доминација мушкарца у хришћанском браку, признавање једнаких духовних и моралних способности, репродуктивна права и потрага за женским или родно-трансцендентним божанством. Равнотежа у родитељству између мајки и очева и општи третман жена у цркви такође су значајна питања којима се баве.
Следбеници овог правца феминизма који се не идентификују са целокупним феминистичким покретом, углавном преферирају термин „хришћански егалитаризам“.